# 슈판다우 성채

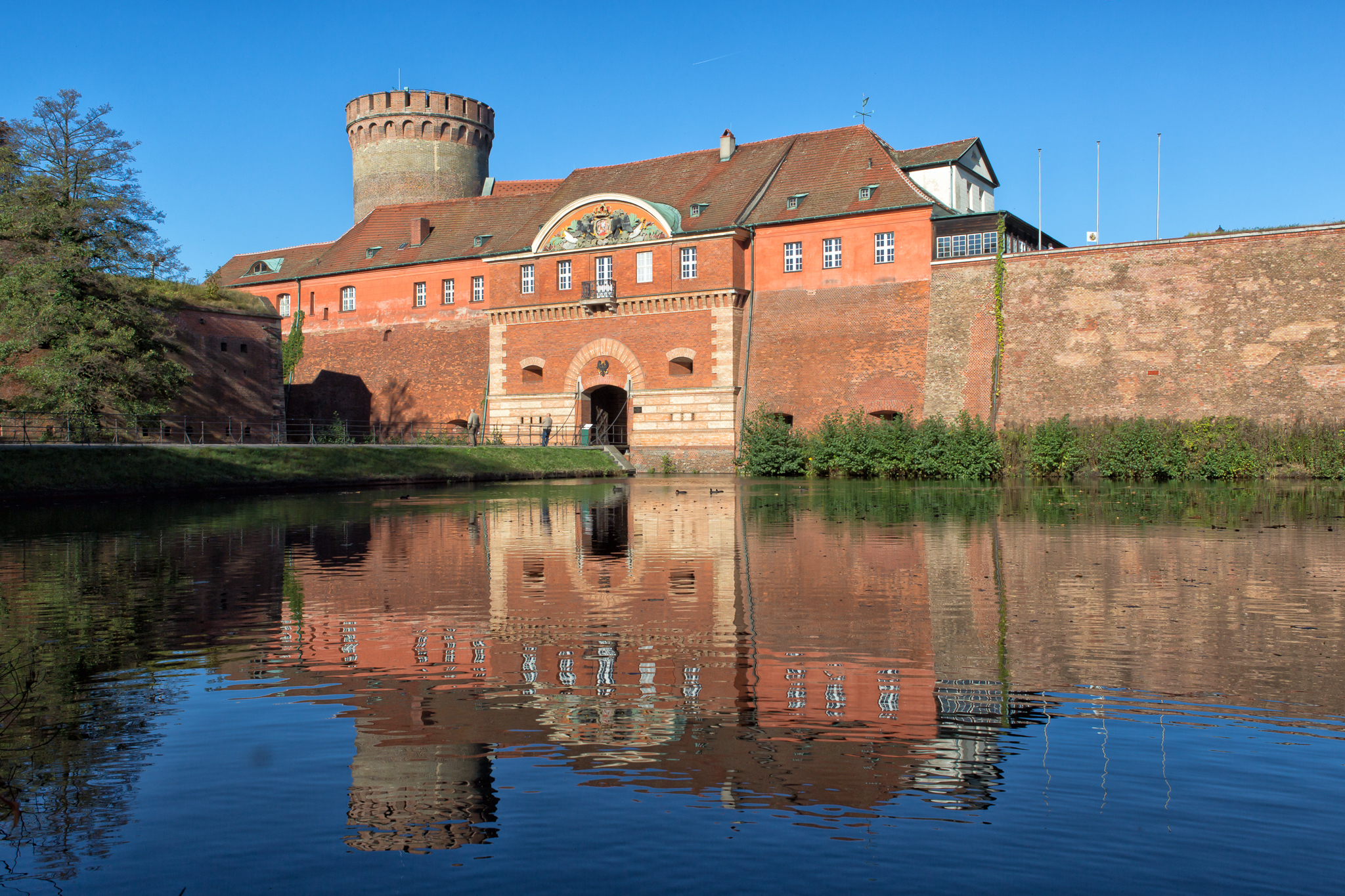
슈판다우 성채

슈판다우 성채(독일어: Zitadelle Spandau)는 독일 베를린 슈판다우구에 있는 성채이자 요새다. 유럽에서 가장 잘 보존된 르네상스 군사 구조물 중 하나다. 하펠강과 슈프레강이 만나는 곳 근처 섬의 중세 요새 위에 1559~94년에 지어졌으며, 현재는 베를린의 일부인 슈판다우를 보호하기 위해 설계되었다. 현재는 치타델레(Zitadelle)라는 이름의 박물관으로 사용되고 있다. 성채의 안뜰은 2005년부터 여름철 야외 콘서트 장소로 사용되기도 했다.

## 구조
성채는 모두 방어시설이나 주거와 관련된 다양한 건물로 구성되어 있다. 침입자를 방지하기 위한 도개교도 있다. 고딕 양식의 홀 건물 궁전은 주거용 건물로 사용되었다. 율리우스탑은 슈판다우에서 가장 유명한 광경으로, 원래는 망루로 지어졌지만 거주용 탑으로도 사용되었다.